# 象工場のハッピーエンド
『象工場のハッピーエンド』（ぞうこうじょうのハッピーエンド）は、村上春樹、安西水丸共著のショートショート集・エッセイ集・画集。翻訳1編を含む。

## 概要
1983年12月5日、CBS・ソニー出版より刊行された。1986年12月に新潮社より新潮文庫として文庫化された。また1999年2月に講談社より新版が再刊されている。装丁は久米亜紀子。
なお、文庫版のみ村上と安西の巻末対談「画家と作家のハッピーエンド」を収録。新版のみ未収録作品「にしんの話」、安西の「あとがき」、村上の「あとがきにかえて」を収録。

## 収録作品
|    | タイトル                                 | 種類                                    | 初出                               | 備考 |
| -- | ---------------------------------------- | --------------------------------------- | ---------------------------------- | --- |
| 1  | カティーサーク自身のための広告           | 宣伝文句を模した、 詩ともとれる短い文章 |                                    | |
| 2  | クリスマス                               | エッセイないしは ショートショート       |                                    | 1960年12月に買ってもらったビング・クロスビーのレコードの思い出話。 |
| 3  | ある種のコーヒーの飲み方について         | エッセイないしは ショートショート       |                                    | リチャード・ブローティガンの文章が引用されている。 |
| 4  | ジョン・アプダイクを読むための最良の場所 | 短編小説に近いエッセイ                  | 『BRUTUS』 1982年6月1日号          | ジョン・アプダイクの短編集『ミュージック・スクール』の文章が引用されている。 |
| 5  | FUN、FUN、FUN                            | エッセイ                                |                                    | タイトルの「FUN、FUN、FUN」はアメリカの音楽グループ、ビーチ・ボーイズのヒット曲。 |
| 6  | 万年筆                                   | ショートショート                        |                                    | |
| 7  | にしんの話                               |                                         |                                    | ※1999年発行の新版のみに収録。同作品は後に『村上春樹 雑文集』（新潮社、2011年1月）に再録された。 |
| 8  | スパゲティー工場の秘密                   | ショートショート                        | 『BRUTUS』 1982年6月1日号          | 『1973年のピンボール』でおなじみの「208」と「209」の双子の女の子が登場する。また、羊男も登場する。                                                                                                   |
| 9  | マイ・ネーム・イズ・アーチャー           | エッセイ                                |                                    | アメリカの小説家ロス・マクドナルドへの追悼文。 マクドナルドの短編集とされている「マイ・ネーム・イズ・アーチャー」の正しい表記は「The Name Is Archer」である。                                        |
| 10 | A DAY in THE LIFE                        | ショートショート                        |                                    | 象工場の工員の物語。 |
| 11 | 双子町の双子まつり                       | エッセイ                                |                                    | 本文で語られている「Twinsville」という町は「ツインズバーグ（Twinsburg）」を指しているものと思われる。                                                                                                |
| 12 | マイ・スニーカー・ストーリー             | エッセイ                                |                                    | |
| 13 | 鏡の中の夕焼け                           | ショートショート                        | 『TODAY』 1981年7月号              | 村上と安西の初めての共作だという。 |
| 14 | サヴォイでストンプ                       | 翻訳                                    | 『ハッピーエンド通信』 1980年4月号 | 音楽および映画批評家のオーティス・ファーガソンが書いたエッセイ。原文は『The New Republic』1936年2月12日号に掲載された。 『村上春樹 翻訳 (ほとんど) 全仕事』（中央公論新社、2017年3月）に再録された。 |